# Croce (Haute-Corse)
Croce település Franciaországban, Haute-Corse megyében. Lakosainak száma 80 fő (2022. január 1.). Croce La Porta, Castineta, Ficaja, Gavignano, Nocario, Piazzole, Piedicroce, Polveroso, Saliceto és San-Damiano községekkel határos.

## Népesség
A település népességének változása:
| Lakosok száma | 106  | 100  | 78   | 83   | 73   | 70   | 75   | 80   | 80   | 80   |
|               | 1968 | 1982 | 1990 | 2006 | 2013 | 2015 | 2017 | 2019 | 2020 | 2022 |